# 앵드르에루아르주의 캉통
프랑스 앵드르에루아르주에는 총 19개의 캉통이 속해 있다. 2015년 3월 행정구역 총개편으로 인해 현재는 다음과 같이 설치되어 있다.
- 앙부아즈
- 발랑미레
- 블레레
- 샤토르노
- 시농
- 데스카르트
- 주에레투르
- 랑제
- 로슈
- 몽루이쉬르루아르
- 몽
- 생시르쉬르루아르
- 생트모르드투렌
- 생피에르데코르프
- 투르 1
- 투르 2
- 투르 3
- 투르 4
- 부브레